# Amar Sejdič
Amar Sejdič (Berlino, 29 novembre 1996) è un calciatore statunitense con cittadinanza tedesca, centrocampista del Columbus Crew.

## Biografia
Amar Sejdič nasce a Berlino per poi trasferirsi con la famiglia negli Stati Uniti quando aveva quattro anni d'età.

## Carriera
Durante le stagioni 2017 e 2018 comincia a giocare con il Derby City Rovers, società militante nel PDL, collezionando a cavallo delle due stagioni 28 presenze ed una rete.
L'11 gennaio 2019 viene selezionato al SuperDraft dal Montréal Impact come 34ª scelta assoluta. Successivamente viene girato in prestito all'Ottawa Fury, con i quali esordisce in campionato il 20 maggio, subentrando a partita in corso contro la squadra riserve del Philadelphia Union. Rimasto ad Ottawa per due mesi, viene richiamato dagli Impact durante l'estate e con i quali esordisce in MLS il 22 settembre, partendo da titolare nel ruolo di trequartista contro il LA Galaxy. La stagione successiva si apre con l'esordio in Champions League contro il Saprissa, partita in cui parte da titolare giocando per tutti i 90 minuti. L'11 ottobre realizza la prima rete in MLS,  nella sconfitta contro gli Union per 2-1, ricevendo palla quasi vicino al cerchio del centrocampo ed avanzando fino al limite dell'area avversaria, dove lascia andare un rasoterra che si infila all'angolo destro del portiere avversario.
Il 16 dicembre segna invece la prima rete in Champions, nel match di ritorno contro l'Olimpia, partita terminata poi 0-1 grazie alla sua rete. Il 7 luglio 2021 viene ceduto all'Atlanta United in cambio di $100,000 per l'allocazione generale del denaro (General Allocation Money) con il possibile aumento di altri $50,000.
Successivamente viene ingaggiato da Nashville, con cui gioca per la stagione 2024 e colleziona in totale 17 presenze, disputate tutte in campionato. A fine stagione non gli viene rinnovato il contratto, rimanendo svincolato.
Il 3 marzo 2025 viene ingaggiato dal Columbus Crew.

## Statistiche
Statistiche aggiornate al 14 aprile 2025.
| Stagione              | Squadra               | Campionato            | Campionato | Campionato | Coppe nazionali | Coppe nazionali | Coppe nazionali | Coppe continentali | Coppe continentali | Coppe continentali | Altre coppe | Altre coppe | Altre coppe | Totale | Totale |
| Stagione              | Squadra               | Comp                  | Pres       | Reti       | Comp            | Pres            | Reti            | Comp               | Pres               | Reti               | Comp        | Pres        | Reti        | Pres   | Reti   |
| --------------------- | --------------------- | --------------------- | ---------- | ---------- | --------------- | --------------- | --------------- | ------------------ | ------------------ | ------------------ | ----------- | ----------- | ----------- | ------ | ------ |
| mag.-giu. 2019        | Ottawa Fury           | USLC                  | 3          | 0          |                 | -               | -               |                    | -                  | .                  |             | -           | -           | 3      | 0      |
| 2019                  | Montréal Impact       | MLS                   | 1          | 0          | CC              | 0               | 0               |                    | -                  | .                  |             | -           | -           | 1      | 0      |
| 2020                  | Montréal Impact       | MLS                   | 15         | 2          | CC              | -               | -               | CCL                | 3                  | 1                  |             | -           | -           | 18     | 3      |
| 2021                  | Montréal Impact       | MLS                   | 7          | 0          | CC              | -               | -               |                    | -                  | -                  |             | -           | -           | 3      | 0      |
| Totale CF Montreal    | Totale CF Montreal    | Totale CF Montreal    | 23         | 2          |                 | -               | -               |                    | 3                  | 1                  | -           | -           | -           | 26     | 3      |
| lug.-dic. 2021        | Atlanta United        | MLS                   | 10         | 0          | -               | -               | -               | CCL                | 0                  | 0                  | -           | -           | -           | 10     | 0      |
| 2022                  | Atlanta United        | MLS                   | 23         | 0          | USOC            | 2               | 0               | -                  | -                  | -                  | -           | -           | -           | 24     | 0      |
| 2023                  | Atlanta United        | MLS                   | 23         | 0          | USOC            | 1               | 0               | -                  | -                  | -                  | LC          | 1           | 0           | 25     | 0      |
| Totale Atlanta United | Totale Atlanta United | Totale Atlanta United | 56         | 0          |                 | 3               | 0               |                    | 0                  | 0                  | -           | 1           | 0           | 60     | 0      |
| 2024                  | Nashville             | MLS                   | 17         | 0          | USOC            | -               | -               | CCC                | -                  | -                  | LC          | 2           | 0           | 19     | 0      |
| 2025                  | Columbus Crew         | MLS                   | 1          | 0          | USOC            | 1               | 0               |                    | -                  | -                  | LC          | -           | -           | 1      | 0      |
| Totale carriera       | Totale carriera       | Totale carriera       | 100        | 2          |                 | 3               | 0               |                    | 3                  | 1                  | -           | 3           | 0           | 109    | 3      |